# 五色そば

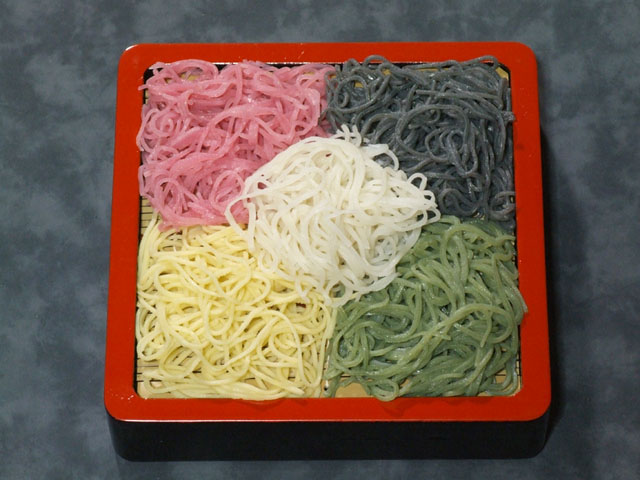
五色そば

五色そば（ごしきそば）は、白、赤、黒、青および黄の5色のそばである。

## 概要
白はそば粉の新しいもので、赤は紅で（茹で湯に酢を少々たらして茹でれば色がとばない）、黒はごまをすり入れ、あるいはこんぶ、海苔などを入れ、青は挽き茶で、黄は鶏卵の黄身で練って色をつける。
この5色のそばを盛り合わせて、ひな祭りなどで供する。
「ひなそば」ともいう。
また、村瀬忠太郎によれば、青は草切という餅草の芽を入れたもので、黄は鶏卵の蛋黄のみを入れたもので、白は純白の晒粉に蛋白のみを入れたもので、黒は (1) 焼いて焦がした板こんぶの粉末を入れたものと、 (2) 黒胡麻の粉末を入れたものの2種で、紅は本紅を用いるという。